# Cees Bremmer
Cees Bremmer (n. 19 iunie 1948, Zwolle, Țările de Jos) este un om politic neerlandez, membru al Parlamentului European în perioada 1999-2004 din partea Țărilor de Jos. 
1. 1 2   https://www.parlement.com/id/vg09llm1xgy1/c_cees_bremmer Lipsește sau este vid: |title= (ajutor)
2. ↑  Deputații în Parlamentul European